# Толстой, Иван Никитич
Ива́н Ники́тич Толсто́й (род. 21 января 1958, Ленинград) — советский и  российский филолог и историк литературы; сценарист, телеведущий, эссеист, радиожурналист. Внук писателя А. Н. Толстого (по отцу) и поэта-переводчика М. Л. Лозинского (по материнской линии), сын Н. А. Толстого, брат Михаила Толстого, Наталии Толстой и Татьяны Толстой. С 1995 года — штатный сотрудник Радио Свобода в Праге.

## Биография
Окончил филологический факультет Ленинградского государственного университета (русское отделение).
Работал экскурсоводом в Пушкинском заповеднике (Пушкинские Горы, 1980—1983), учителем русского языка и литературы в ленинградской средней школе № 67 (1984—1986), преподавателем Полиграфического института (1987—1988) и Русского христианского гуманитарного института (с 1989), вёл спецкурсы по В. Набокову в СПбГУ (1994) и источниковедению в Карловом университете (Прага, 1999), был редактором в журнале «Звезда» (1989—1990), корректором в еженедельнике «Русская мысль» (Париж, 1990—1993), внештатным сотрудником на Радио Свобода (1988—1995), главным редактором издательства Товия Гржебина (Париж, 1992—1993), где (совместно с петербургскими партнёрами) выпущены книги Б. Парамонова, Э. Поляновского, Э. Мок-Бикер, избранные письма К. Леонтьева и первая редакция «Бориса Годунова» А. С. Пушкина. Работу у Т. Гржебина описал в письмах к историку книги Л. Юнивергу.
Печатается с 1985 г. (около 500 статей, рецензий и обзоров в русскоязычной периодике Германии, России, США, Англии, Чехии, Израиля и Франции). Специализируется на истории эмиграции и холодной войны. В 1994 г. — составитель и главный редактор иллюстрированного «журнала эссеистики, публикаций, хроники» «Опыты» (Париж—Петербург, 1994, № 1, единственный). С 2011 года ведёт на российском телеканале «Культура» авторскую программу «Исторические путешествия Ивана Толстого» (вышло 80 программ).
С осени 2018 года составляет и редактирует «Connaisseur: историко-культурный альманах: книги, архивы, графика, театр», выходящий в Праге на русском языке: том 1 — Paris Russe (288 c.), том 2 — «Детская мысль» (496 с.), том 3 — «У нас в Ленинграде», в 2 выпусках (688 с. + 688 с.).

## Книги

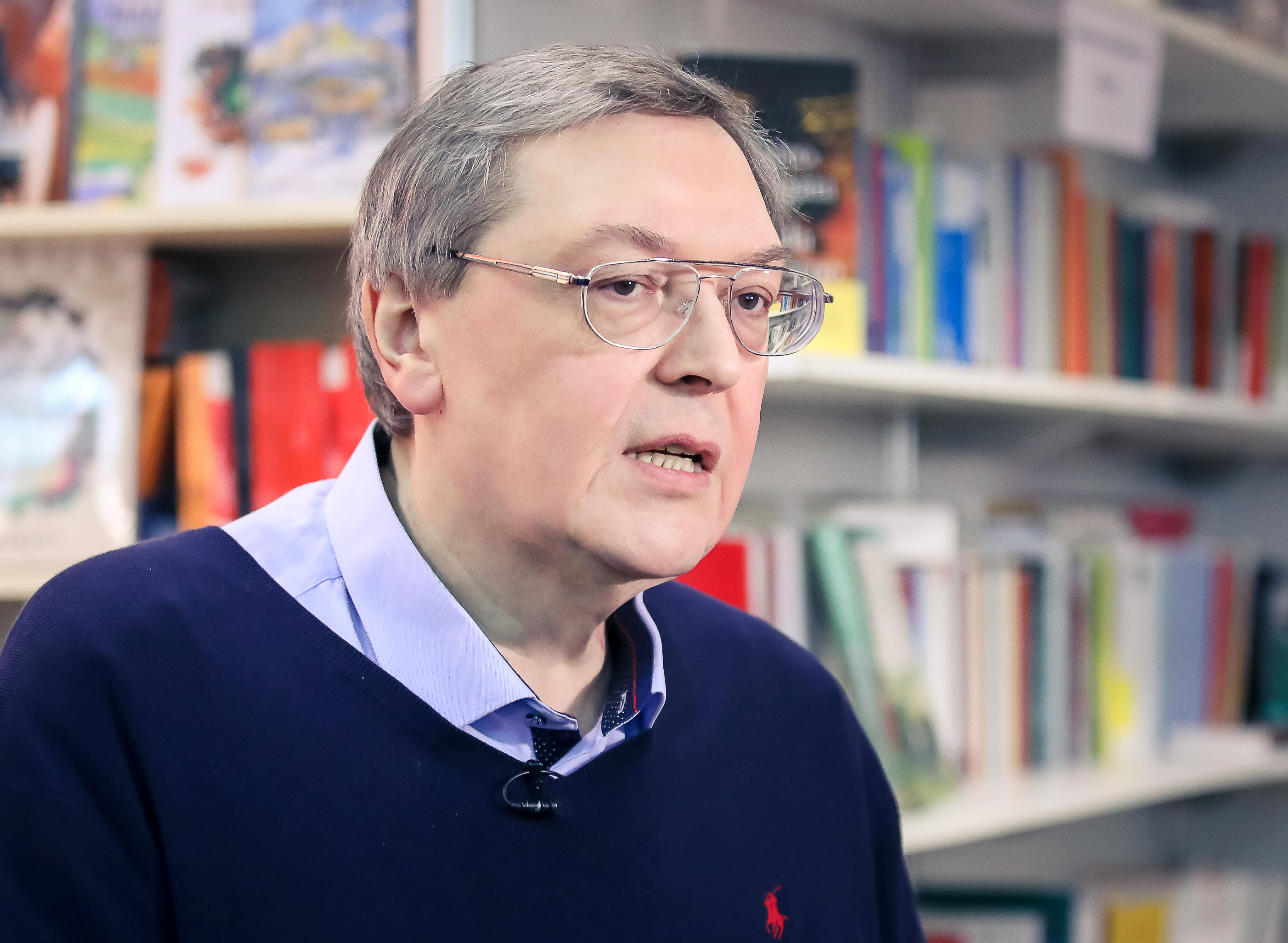
Иван Толстой на книжной ярмарке Non/fiction 2018

- Владимир Набоков. Пьесы / Составление, вступ. ст., переводы и комментарий: Иван Толстой. — М.: Искусство, 1990. — 288 с.
- Курсив эпохи: Литературные заметки. — СПб.: Пушкинский Фонд, 1993. — 204 с.
- Прага: Путеводитель «Афиши». — М.: Афиша, 2001. (В соавторстве с О. Поленовой, Е. Костылевой, О. Кармоди)
- Радио Свобода: Полвека в эфире. 1953—2002. CD-ROM. — Прага — Москва, 2003.
- Джин Сосин. Искры Свободы: Воспоминания ветерана радио / Пер. с англ. Ольги Поленовой и Владимира Фёдорова. Вступит. статья и общ. ред. Ивана Толстого. — Тамбов — Москва — С.-Петербург — Баку — Вена: Нобелистика, 2004. — 308 с.
- Отмытый роман Пастернака: «Доктор Живаго» между КГБ и ЦРУ. — М.: Время, 2009. — 496 с.
- «Доктор Живаго»: Новые факты и находки в Нобелевском архиве. — Прага: Human Rights Publishers, 2010.
- «Господин из Сан-Франциско» сто лет спустя. — Сан-Франциско: Аквилон, 2016. — 68 с. (В соавторстве с Андреем Устиновым)
- Бедлам как Вифлеем: Беседы любителей русского слова. — М.: ИД «ДЕЛО», 2016. — 512 с. (В соавторстве с Борисом Парамоновым)
- Застолье Петра Вайля: сборник / Составление, предисловие и интервью с автором: Иван Толстой. — М.: АСТ, Corpus, 2019. — 430, [1] с., [12] л. ил., цв. ил.; — (Писатели на «Свободе»)
- Химеры и трагедия: Пять эссе об Алексее Толстом. — СПб.: Издательство РХГА, 2021. — 250 с.
- Волтерская букашка и другие книжные истории. — СПб.: Издательство РХГА, 2021. — 337 с.
- Русское лихолетье. История проигравших. Воспоминания русских эмигрантов времен Революции 1917 года и Гражданской войны / Составление, вступ. ст, биографические справки, канва основных событий: Иван Толстой. — М.: АСТ, 2021. — 320 с.
- Пушкин и компания: Новые беседы любителей русского слова. — М.: ИД «ДЕЛО», 2022. — 544 с. (В соавторстве с Борисом Парамоновым).
- Джин Сосин. Искры Свободы: Воспоминания ветерана радио / Пер. с англ. Ольги Поленовой и Ивана Толстого. Под общ. ред. и со вступ. ст. Ивана Толстого. — Прага: Human Rights Publishers (Библиотека альманаха Connaisseur), 2023. — 557 с.
- Гонимые войной: Свидетели украинской трагедии в подкасте «Гуманитарный коридор» Радио Свобода / Гнанi вiйною: Свiдки української трагедiї в подкастi «Гуманiтарний коридор» Радiо Свобода. Українською переклав Олександр Бойченко / Составители Игорь Померанцев и Иван Толстой. — Прага: Радио Свобода, 2023. — 172 с. + 166 с. (Двуязычное издание)
- Хранители наследства от Зильберштейна до наших дней в воспоминаниях, документах и устных рассказах. (Библиотека альманаха Connaisseur). — Прага: Connaisseur, 2023. — 512 c.
- "Я сам стал русским зарубежьем": Заграничные беседы об изгнании и послании. Сост. Игорь Померанцев и Иван Толстой. Прага, Freedom Letters, 2025. 298 с.

## Телепрограммы
- Цикл «Исторические путешествия Ивана Толстого», телеканал «Культура» (автор и ведущий)
- «Хранители наследства», телеканал «Культура», 2013 (автор и ведущий)

## Выставки
- Четверть века собирания Набокова (Прага, Штаб-квартира Радио Свобода и то же: Славянская библиотека, 1999).
- Писатели у микрофона: Книги и фотографии из собрания Ивана Толстого. — Прага: Славянская библиотека, 2003 (каталог). —  [12 ненумер. с.].
- К 50-летию Радио Свобода: Люди и книги (Прага, Штаб-квартира радио, 2003)
- The Third Wave and «Novy Amerikanetz»: Russian Culture in New York 1970—1990. Legendary Time by Legendary Artists and Photographers (The National Arts Club, New York, May 31 — June 11, 2016). New York, Russian American Foundation, 2016. Сокуратор выставки (вместе с Matthew Drutt и Мариной Ковалёвой). Каталог. — 74  с.
- Авторы «Свободы» и Лица «Свободы»: Книги и фотографии из собрания Ивана Толстого. — Прага: Штаб-квартира Радио «Свобода», 1—31 марта 2023.